# Изолепис
Изоле́пис, или Равночешуйник (лат. Isólepis; от др.-греч. ἴσος, isos — равный и λεπίς, lepis — чешуя), — космополитичный род травянистых растений семейства Осоковые (Cyperaceae) с центром разнообразия в Африке и Австралии.

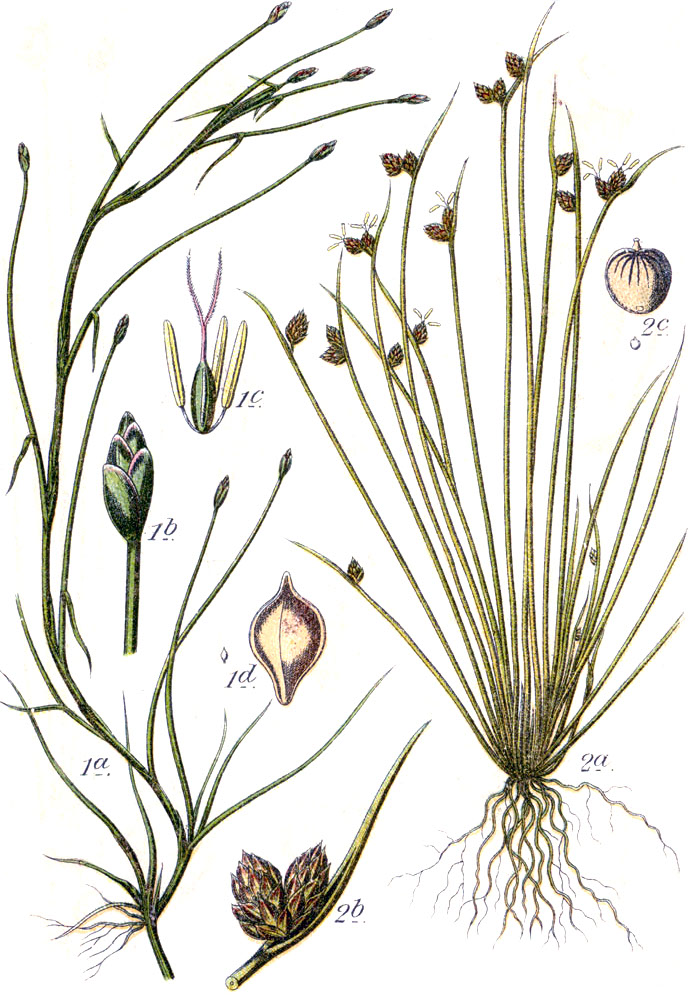
(1) и (2).

## Описание
Однолетние, реже многолетние травянистые растения. Стебли простые, тонкие, трёхгранные; листья нитевидные.
Околоцветник (щетинки) отсутствует.

## Виды
Род насчитывает около 75 видов, некоторые из них:
- Isolepis carinata Hook. & Arn. ex Torr.
- Isolepis cernua (Vahl) Roem. & Schult. — Изолепис поникший
- Isolepis fluitans (L.) R.Br.
- Isolepis prolifera (Rottb.) R.Br. — Изолепис плетеносный, или Изолепис плодовитый
- Isolepis pseudosetacea (Daveau) Gand.
- Isolepis setacea (L.) R.Br. typus[1] — Изолепис щетиновидный